# 75 mm armata przeciwlotnicza wz. 1922/1924
Armata przeciwlotnicza 75 mm wz. 1922/1924 – francuskie działo przeciwlotnicze firmy Schneider, szeroko używane na okrętach francuskiej marynarki w okresie międzywojennym do czasu wejścia w użycie armaty przeciwlotniczej 90 mm.
W 1928 roku Polska zakupiła 14 egzemplarzy armaty na podstawach morskich. Pierwotnie planowano zamontować część armat na okręcie „ORP Bałtyk”, przekształcając go w pływającą baterię przeciwlotniczą. Po rezygnacji z tego pomysłu, armaty przekazano na uzbrojenie 1 Morskiego Dywizjonu Artylerii Przeciwlotniczej (8 sztuk) i 2 Morskiego Dywizjonu Artylerii Przeciwlotniczej (6 sztuk). Zamontowano je na bateriach stałych broniących Gdyni i Helu.